# Edward Frederick Anderson
Edward Frederick Anderson, född 1932 och död mars 2001, var en amerikansk forskare och botaniker med inriktning på suckulenta växter. 
Anderson bedrev en hel del fältstudier, men bedrev sin huvudsakliga forskning i Desert Botanical Garden i Phoenix, Arizona. Han var även professor emeritus vid Whitman College där han under 30 år var lärare i biologi. Auktorsnamnet E.F.Anderson kan användas för Edward Frederick Anderson i samband med ett vetenskapligt namn inom botaniken; se Wikipediaartiklar som länkar till auktorsnamnet.